# Mistrzostwa Świata w Łyżwiarstwie Szybkim na Dystansach 2025
24. Mistrzostwa świata w łyżwiarstwie szybkim na dystansach – zawody w łyżwiarstwie szybkim, które odbyły się w dniach 13–16 marca 2025 roku na torze Vikingskipet w norweskim Hamar. Rozegranych zostało po osiem konkurencji dla kobiet i mężczyzn.

## Klasyfikacja medalowa
*   Gospodarz ( Norwegia)
| Miejsce | Reprezentacja     | Złoto | Srebro | Brąz | Razem |
| ------- | ----------------- | ----- | ------ | ---- | ----- |
| 1       | Holandia          | 8     | 6      | 4    | 18    |
| 2       | Włochy            | 3     | 1      | 1    | 5     |
| 3       | Norwegia*         | 2     | 1      | 0    | 3     |
| 4       | Stany Zjednoczone | 1     | 2      | 3    | 6     |
| 5       | Japonia           | 1     | 1      | 0    | 2     |
| 6       | Chiny             | 1     | 0      | 1    | 2     |
| 7       | Kanada            | 0     | 2      | 2    | 4     |
| 8       | Polska            | 0     | 1      | 2    | 3     |
| 9       | Czechy            | 0     | 1      | 1    | 2     |
| 9       | Korea Południowa  | 0     | 1      | 1    | 2     |
| 11      | Belgia            | 0     | 0      | 1    | 1     |
| Razem   | Razem             | 16    | 16     | 16   | 48    |

## Medale
| Konkurencja      | Złoto                                                               | Srebro                                                         | Brąz                                                              |
| Kobiety          |                                                                     |                                                                |                                                                   |
| 500 metrów       | Femke Kok                                                           | Jutta Leerdam                                                  | Kim Min-sun                                                       |
| 1000 metrów      | Miho Takagi                                                         | Femke Kok                                                      | Jutta Leerdam                                                     |
| 1500 metrów      | Joy Beune                                                           | Antoinette Rijpma-de Jong                                      | Han Mei                                                           |
| 3000 metrów      | Joy Beune                                                           | Martina Sáblíková                                              | Merel Conijn                                                      |
| 5000 metrów      | Francesca Lollobrigida                                              | Ragne Wiklund                                                  | Merel Conijn                                                      |
| Start masowy     | Marijke Groenewoud                                                  | Ivanie Blondin                                                 | Francesca Lollobrigida                                            |
| Sprint drużynowy | Holandia Jutta Leerdam · Suzanne Schulting · Angel Daleman          | Kanada Brooklyn McDougall · Béatrice Lamarche · Ivanie Blondin | Polska Karolina Bosiek · Andżelika Wójcik · Kaja Ziomek-Nogal     |
| Bieg drużynowy   | Holandia Joy Beune · Antoinette Rijpma-de Jong · Marijke Groenewoud | Japonia Miho Takagi · Momoka Horikawa · Ayano Satō             | Kanada Ivanie Blondin · Valérie Maltais · Isabelle Weidemann      |
| Mężczyźni        |                                                                     |                                                                |                                                                   |
| 500 metrów       | Jenning de Boo                                                      | Jordan Stolz                                                   | Cooper McLeod                                                     |
| 1000 metrów      | Joep Wennemars                                                      | Jenning de Boo                                                 | Jordan Stolz                                                      |
| 1500 metrów      | Peder Kongshaug                                                     | Jordan Stolz                                                   | Connor Howe                                                       |
| 5000 metrów      | Sander Eitrem                                                       | Beau Snellink                                                  | Władimir Siemirunnij                                              |
| 10 000 metrów    | Davide Ghiotto                                                      | Władimir Siemirunnij                                           | Metoděj Jílek                                                     |
| Start masowy     | Andrea Giovannini                                                   | Lee Seung-hoon                                                 | Bart Swings                                                       |
| Sprint drużynowy | Chiny Xue Zhiwen · Lian Ziwen · Ning Zhongyan                       | Holandia Janno Botman · Jenning de Boo · Tim Prins             | Stany Zjednoczone Austin Kleba · Cooper McLeod · Zach Stoppelmoor |
| Bieg drużynowy   | Stany Zjednoczone Casey Dawson · Emery Lehman · Ethan Cepuran       | Włochy Davide Ghiotto · Michele Malfatti · Andrea Giovannini   | Holandia Chris Huizinga · Beau Snellink · Marcel Bosker           |